# Shamha Ahmed
Shamha Ahmed (ur. 8 kwietnia 1982) – malediwska lekkoatletka, biegaczka.

## Osiągnięcia
| Rok  | Impreza                           | Miejsce   | Konkurencja        | Lokata      | Wynik   |
| ---- | --------------------------------- | --------- | ------------------ | ----------- | ------- |
| 1998 | Mistrzostwa świata juniorów       | Annecy    | bieg na 100 metrów | eliminacje  | 13,58   |
| 2000 | Igrzyska olimpijskie              | Sydney    | bieg na 100 metrów | eliminacje  | 12,87   |
| 2001 | Mistrzostwa świata                | Edmonton  | bieg na 100 metrów | eliminacje  | 12,27   |
| 2014 | Mistrzostwa świata w półmaratonie | Kopenhaga | półmaraton         | 88. miejsce | 1:42:04 |

## Rekordy życiowe
- Bieg na 100 metrów – 12,27 (2001) rekord Malediwów[5]
- Bieg na 200 metrów (hala) – 28,71 (2001) rekord Malediwów
- Półmaraton – 1:42:04 (2014) rekord Malediwów[4][6]